# Goupil-Othon
Goupil-Othon es una comuna nueva francesa situada en el departamento de Eure, de la región de Normandía.

## Historia
Fue creada el 1 de enero de 2018, en aplicación de una resolución del prefecto de Eure de 21 de septiembre de 2017 con la unión de las comunas de Goupillières y Le Tilleul-Othon, pasando a estar el ayuntamiento en la antigua comuna de Goupillières.

## Demografía
| Gráfica de evolución demográfica de Goupil-Othon entre 1800 y 2015 |
|                                                                    |

Los datos entre 1800 y 2015 son el resultado de sumar los parciales de las dos comunas que forman la nueva comuna de Goupil-Othon, cuyos datos se han cogido de 1800 a 1999, para las comunas de Goupillières y Le Tilleul-Othon de la página francesa EHESS/Cassini. Los demás datos se han cogido de la página del INSEE.

## Composición
| Comuna delegada  | Código INSEE | Población (2014) | Superficie (km²) | Densidad (hab./km²) |
| ---------------- | ------------ | ---------------- | ---------------- | ------------------- |
| Goupillières     | 27290        | 868              | 10.12            | 86                  |
| Le Tilleul-Othon | 27642        | 371              | 4.68             | 79                  |